# Fritz Albert Lipmann

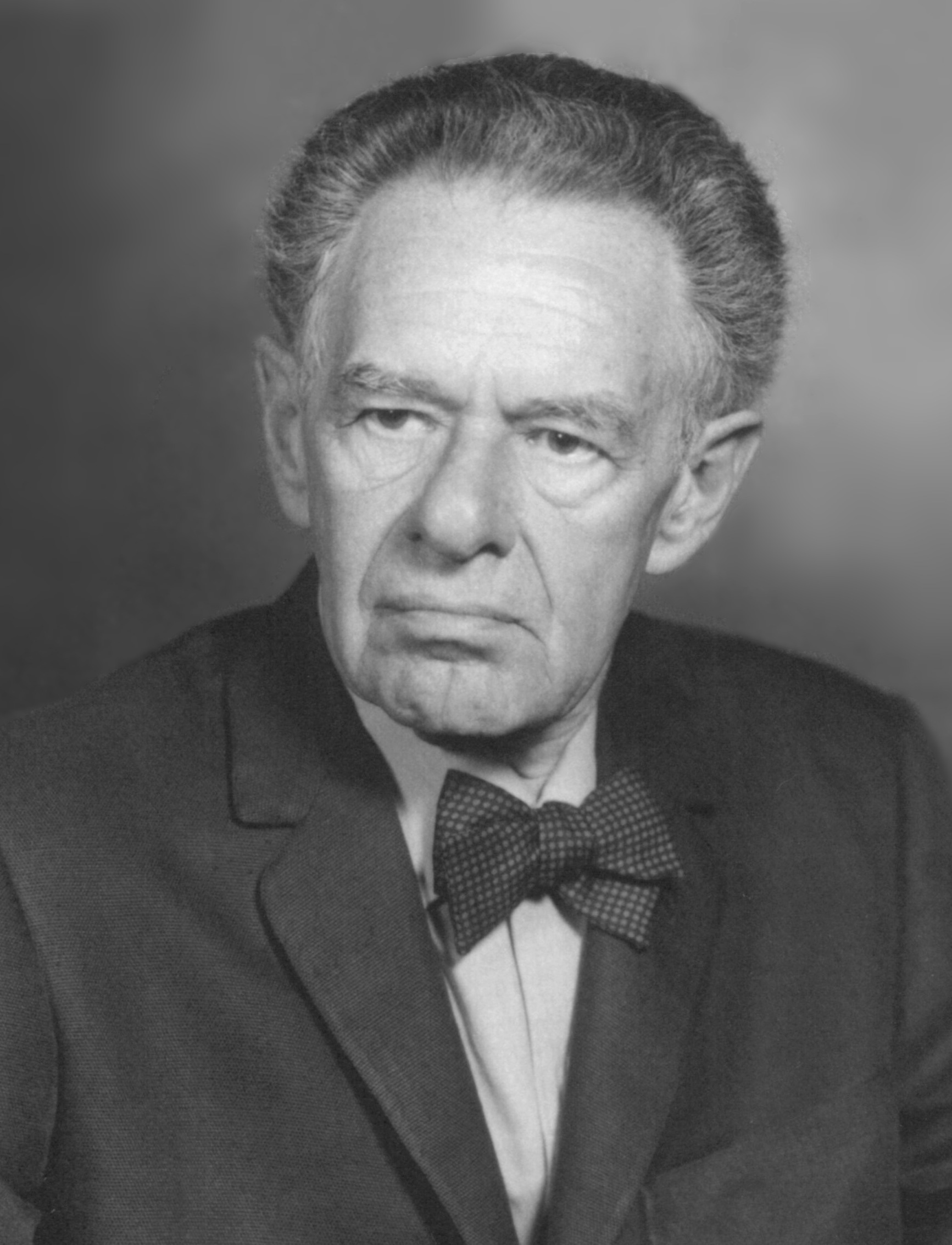
Fritz Lipmann

Fritz Albert Lipmann (* 12. Juni 1899 in Königsberg i. Pr.; † 24. Juli 1986 in Poughkeepsie, New York) war ein deutsch-US-amerikanischer Biochemiker und Nobelpreisträger.

## Leben
Lipmann besuchte das Collegium Fridericianum. Er studierte zunächst Medizin, später Chemie und Pharmakologie an der Albertus-Universität Königsberg, der Ludwig-Maximilians-Universität München und der Friedrich-Wilhelms-Universität zu Berlin. 1924 wurde er zum Dr. med. promoviert. 1928 folgte die Promotion zum Dr. phil. Bereits 1927 wurde er Mitarbeiter Otto Meyerhofs am Kaiser-Wilhelm-Institut für Biologie in Berlin-Dahlem, 1929 in Heidelberg. 1930/31 im Labor Albert Fischers am Berliner Kaiser-Wilhelm-Institut für Biologie tätig, ging er anschließend als Rockefeller-Stipendiat nach New York City, folgte 1932 Albert Fischer an das Carlsberg-Laboratorium in Kopenhagen, wo er die Rolle der Glucose im embryonalen Zellstoffwechsel erforschte, emigrierte 1939 in die USA und wurde dort 1944 eingebürgert. Lipmann lehrte zunächst an der Cornell University School of Medicine in New York und leitete 1941 bis 1957 das biochemische Forschungslabor am Massachusetts General Hospital in Boston. 1941 wurde er Dozent, 1943 außerordentlicher und 1949 ordentlicher Professor der Biochemie an der dortigen Harvard Medical School sowie 1957 bis 1969 an der Rockefeller-Universität in New York City.
Lipmann befasste sich mit B-Vitaminen und Enzymen und entdeckte 1947 das Coenzym A, aufgrund dessen Existenz sich eine neuartige Stoffwechsellehre entwickelte. 1953 beschrieb er gemeinsam mit James Baddiley die Struktur von Coenzym A. 1969 erfolgte die Aufnahme in die Deutsche Akademie der Naturforscher Leopoldina. Lipmann entdeckte, dass ATP der Hauptenergieträger in der Zelle ist, worüber er in seiner Fachveröffentlichung unter dem Titel Metabolic Generation und Utilization of Phosphate Bond Energy (1941) schrieb. Seine Autobiographie Wanderings of a Biochemist erschien 1971.
Seit 1931 war Lipmann mit der Modezeichnerin Elfriede “Freda” Hall (1906–2008) verheiratet.

## Ehrungen

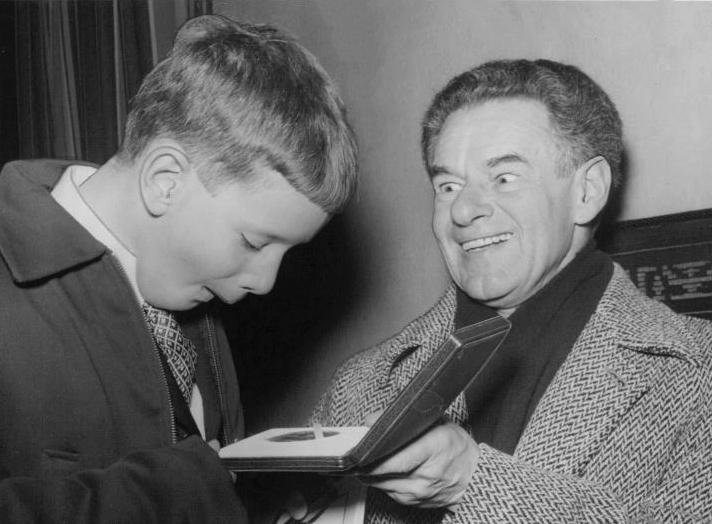
Sohn von Fritz Lipmann staunt über den Nobelpreis für Medizin seines Vaters (1953)

1949 wurde Lipmann in die American Academy of Arts and Sciences gewählt, 1950 in die National Academy of Sciences und 1959 in die American Philosophical Society. 1953 erhielt er gemeinsam mit Hans Adolf Krebs den Nobelpreis für Medizin. 1969 wurde er Ehrenmitglied der Leopoldina.
Seit 2005 ist das Leibniz-Institut für Alternsforschung in Jena nach ihm benannt.